# Мадарский
Мадарский (мар. Мадар хутор) — выселок в Килемарском районе Республики Марий Эл. Входит в состав Ардинского сельского поселения.

## География
Находится в западной части республики Марий Эл на левобережье Волги на расстоянии приблизительно 38 км по прямой на юг от районного центра посёлка Килемары.

## История
Образован как хутор в годы столыпинской аграрной реформы. Местное название Мадаргутыр. В 1925 году здесь насчитывался 21 двор. В 1928 году в 23 дворах проживали 96 человек. Работали в советское время колхозы имени Разина, «Передовик» и совхоз «Ардинский», с 1996 года колхоз «Озерки».

## Население
Население составляло 90 человека (мари 88 %) в 2002 году, 89 в 2010.